# Pierre Sterckx
Pierre Sterckx, né le 19 février 1936 à Bruxelles (province de Brabant) et mort le 2 mai 2015 à Bruxelles (région de Bruxelles-Capitale), est un écrivain, critique d'art, scénariste, dramaturge et enseignant belge.

## Biographie
Pierre Sterckx naît le 19 février 1936 à Bruxelles.

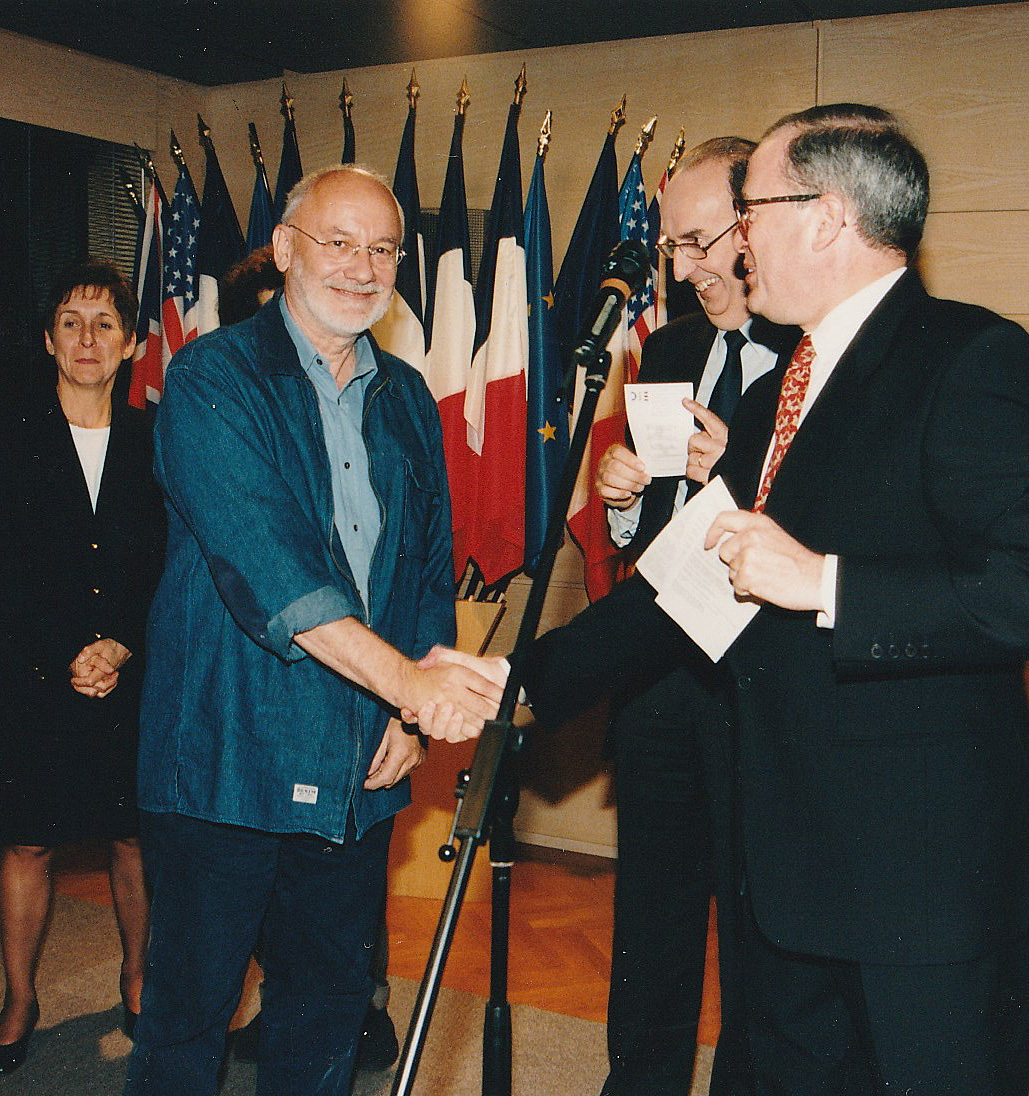
Pierre Sterckx, lauréat du prix Ptolémée en 1995.

Critique d'art, Pierre Sterckx fut l'ami d'Hergé pendant vingt ans et lui a consacré plusieurs publications. Enseignant à la fin des années 1970 à l'Institut Saint-Luc (ESA), à Bruxelles, il y donne les cours « d' Esthétique/Connaissances artistiques ». Le contenu de ses cours était déjà une invitation à découvrir ses passions pointues relatives à Tintin, Hergé, Holbein, Vermeer, des limites du Free Jazz à la musique répétitive de Philip Glass, répétitivité « évolutive » également retrouvée sous une autre forme chez Andy Warhol, ou encore le théâtre au travers duquel il tissait une toile en lien avec ses différentes passions et analyses. Ensuite directeur de l'École de recherche graphique (ERG) entre le début des années 1980 et 1991, il y fait entre autres intervenir Keith Haring. Il est par ailleurs consultant artistique pour plusieurs groupes de collectionneurs. Il collabore à Beaux Arts Magazine à partir de 1997.
À partir de septembre 2008, il est chroniqueur à l'émission de Guillaume Durand, L'Objet du scandale, sur France 2.
Pierre Sterckx meurt le 2 mai 2015 à Bruxelles, à l'âge de 79 ans

## Publications autour d'Hergé
- Le Musée imaginaire de Tintin (collectif), Société des Expositions du Palais des Beaux-Arts, 1979. Réédition, Casterman, 1979.
- Hergé : portrait biographique[5], en collaboration avec Thierry Smolderen, Casterman, coll. « Bibliothèque de Moulinsart », 1988  (ISBN 2-203-01705-8).
- Hergé dessinateur. 60 ans d'aventures de Tintin, en collaboration avec Benoît Peeters, Casterman, 1988.
- Au Tibet avec Tintin (collectif), Fondation Hergé, 1994.
- Tintin et les médias, Le Hêtre pourpre, coll. « La bibliothèque d'Alice », 1997.
- L’Archipel Tintin (collectif), Les Impressions nouvelles, coll. « Réflexions faites », 2004.
- Hergé collectionneur d’art, en collaboration avec André Soupart, Bruxelles, La Renaissance du livre, 2006.
- Tintin schizo, Les Impressions nouvelles, coll. « Réflexions faites », 2007.
- L’Art d’Hergé. Hergé et l’art, Gallimard/Moulinsart, 2015  (ISBN 9782070149544).

## Autres publications
- Pieter Breughel, Casterman, collection « Le Jardin des peintres », 1989.
- Le Mystère Magritte, CD-Rom, Virtuo, 1996, Grand prix du CNRS.
- Pierre Sterckx et Thierry Groensteen (dir.), « L'avènement de la ligne claire », dans Les Maîtres de la bande dessinée européenne[6], Paris, Bibliothèque nationale de France / Éditions du Seuil, 2000, 208 p., ill. (ISBN 2-02-043657-4).
- René Magritte, l'Empire des Images, Assouline, 2003.
- Le Chat s'expose, catalogue d'exposition de Philippe Geluck, Casterman, 2004.
- Le Devenir-cochon de Wim Delvoye, La Lettre volée, 2007.
- Hans Holbein, Outrages à la représentation, La Lettre volée, 2007.
- 50 géants de l'art américain, Beaux Arts Magazine, 2007.
- Gilles Barbier : Un Abézédaire dans le désordre, avec Marianne Le Métayer, Éditions du Regard, 2008.
- Impasses et Impostures - En art contemporain, Anabet, 2008.
- Les Mondes de Vermeer, PUF, Lignes d'Art, 2009.
- Warhol, miroir du grand monde, avec Emma Lavigne, Ann Hindry, Emmanuelle Lequeux, Beaux Arts Magazine, 2009.
- Les Plus Beaux Textes de l'histoire de l'art, Beaux-Arts Editions, 2009  (ISBN 979-10-204-0106-9).
- Vraoum ! : trésors de la bande dessinée et art contemporain, Fage, 2009  (ISBN 9782849751688).
- (en) The Jodelle style. The Adventures of Jodelle, Fantagraphics, 2013.
- Jérôme Bosch ou la Fourmilière éventrée, La Lettre volée, coll. « Palimpsestes », 2014  (ISBN 9782873174484).

## Œuvres théâtrales
- Vous disiez Monsieur Ingres ?

Une sorte de conférence qui se transforme en spectacle loufoque ; l'académisme sommé d'avouer ses fantasmes. Les scènes se suivent en cadence serrée, devant (ou derrière) un écran poli sur lequel sont rétro-projetés des films Super 8 et des diapositives. (P. Sterckx). Pour 9 acteurs. Création dans le cadre de Europalia France au Palais des beaux-arts de Bruxelles en 1975 (mise en scène : Thierry Smolderen ; avec Christian Baguen, Alexandre Wajnberg, Marc-Henri Wajnberg, Lucy Grauman, Jean-François Jacob, Christian Bidault, ...).
- Voyages à Delft (coécriture Thierry Smolderen)

Une romance d'amour selon une filière de science-fiction. Le héros tombe amoureux de la fille de Vermeer et a de gros ennuis avec sa propre compagne au XXe siècle, ainsi qu'avec le faussaire Han van Meegeren. Les machineries et projections sur écran traversable sont très nombreuses. (P. Sterckx). Création par le Théâtre de la Balançoire à Bruxelles en 1976, dans une mise en scène de Thierry Smolderen, avec Alexandre Wajnberg, Marc-Henri Wajnberg, Lucy Grauman, Jean-François Jacob, Christian Bidault...).
- Noa et moi (coécriture André Burton)

Ce monologue d'un peintre qui fait antichambre dans une galerie d'art se transforme en concert rock et en délires divers. Pour un acteur. Création en novembre 1977 au Théâtre de l'Esprit Frappeur à Bruxelles, dans une mise en scène d'André Burton et Pierre Sterckx et une scénographie de Paul et Philippe De Gobert.
- Le Bain de Suzanne

Une suite de variations sur le chef-d'œuvre du Tintoret. Pour 10 acteurs. Création au Théâtre de Poche (Bruxelles) en novembre 1978, dans une mise en scène de Thierry Smolderen et une scénographie de Nicole Klagsbrun, avec Alexandre Wajnberg, Marc-Henri Wajnberg, Lucy Grauman, Jean-François Jacob, Christian Bidault...).
- Un trou dans l'os - Hans Holbein

Une suite de tableaux vivants à propos de Hans Holbein, son Christ et ses anamorphoses. (P. Sterckx). Pour 6 acteurs. Création par le Théâtre de la Balançoire à Bruxelles en 1977 Mise en scène : Thierry Smolderen avec Alexandre Wajnberg, Marc-Henri Wajnberg, Lucy Grauman, Jean-François Jacob, Christian Bidault...).
- Les Petites Annonces à Marie

Sur le thème de l'Annonciation, les visites ratées de l'Ange messager. Marie finit par recevoir le message à la télévision. Toute la pièce est inspirée des petites annonces-rencontres de la presse populaire.
- Gardons le sourire

Comment le gardien qui veille sur la Joconde, au Louvre, a de gros problèmes avec certains visiteurs, dont Freud. Pour 2 acteurs. Création par le Théâtre de la Balançoire à Bruxelles, en novembre 1982, dans une mise en scène de André Burzynski.
- Sax-Shop (coécriture André Burton)

L'histoire transhistorique et fantaisiste de l'invention du saxophone par Adolphe Sax, inspirée de sa biographie et de l'histoire du jazz. Spectacle musical inédit - 1985.
- L'Homme est-il bon ?

Création par les élèves de l'Atelier d'André Burton à l'Institut des Arts de Diffusion (Bruxelles).
- Tobor le robot (Coécriture Alexandre Wajnberg et Marc-Henri Wajnberg)

Pour 3 acteurs. Tobor fabrique un Robot, son double gémellaire et devient jaloux de la relation que celui-ci entretient avec son amie Roxane. 1978.

## Œuvres cinématographiques
- Mama Dracula[7] : Coécriture du long métrage avec Marc-Henri Wajnberg et Boris Schluzinger

Réalisation : Boris Schluzinger. Acteurs: Maria Schneider, Louise Fleitcher, Alexandre Wajnberg, Marc-Henri Wajnberg, Michel Israël.- 1980
- Just Friends : Coécriture du long métrage avec Marc-Henri Wajnberg et Alexandre Wajnberg

Réalisation : Marc-Henri Wajnberg. Acteurs: Josse De Pauw, Charles Berling, Ann-Gisel Glass, Sylvie Milhaud, Pierre Sterckx. 1993. Une chronique du Jazz en 1959 à Anvers. Jack, docker et saxophoniste de talent, veut quitter la Belgique pour se confronter à la grande scène jazz new-yorkaise.
- Le Masque de Frère : Coécriture avec Marc-Henri Wajnberg. Inachevé. La confrontation entre le masque de fer, emprisonné, et Louis XIV au moment de la révocation de l'édit de Nantes.